# Walter Düvert
Pour les articles homonymes, voir Duvert.
Walter Düvert (né le 2 octobre 1893 à Görlitz et mort le 4 février 1972 à Düsseldorf) est un Generalleutnant allemand qui a servi au sein de la Heer dans la Wehrmacht pendant la Seconde Guerre mondiale.
Il a été récipiendaire de la croix de chevalier de la croix de fer. Cette décoration est attribuée pour récompenser un acte d'une extrême bravoure sur le champ de bataille ou un commandement militaire accompli avec succès.

## Biographie
Walther Düvert rejoint le 16 septembre 1911 le 8e régiment d'artillerie à pied rhénan de l'armée prussienne en tant que porte-drapeau et est promu lieutenant à la mi-février 1913.
Walter Düvert, en tant que chef de la 265e division d'infanterie allemande basée en Bretagne-Sud, avait sous ses ordres entre autres les garnisons allemandes de la Citadelle de Port-Louis et du Fort de Penthièvre dans lesquels de nombreux résistants furent condamnés à mort et exécutés.
Walter Düvert se retire du service actif le 30 novembre 1944.
Le général Düvert, dont un rapport d'enquête des policiers français en date du 17 novembre 1947 avait montré le « rôle clé » dans la mise en œuvre des exécutions sommaires, réussit à échapper aux policiers français, et a vécu tranquillement en Allemagne jusqu'à sa mort, sous sa véritable identité. Le juge qui aurait voulu l'entendre dut se contenter d'une déclaration écrite de ce dernier, transmise par la justice allemande, où il affirma que "comme soldat de la Wehrmacht", il avait gardé "le blason de son armée immaculé".

## Décorations
- Croix de fer (1914)
  - 2e classe
  - 1re classe
- Croix d'honneur pour combattants 1914-1918
- Médaille du Mur de l'Ouest (24 décembre 1940)
- Agrafe de la croix de fer (1939)
  - 2e Classe (2 mai 1940)
  - 1re Classe (11 juin 1940)
- Médaille du Front de l'Est (15 août 1942)
- Croix de chevalier de la croix de fer
  - Croix de chevalier le 30 juillet 1941 en tant que Generalmajor et commandant de la 13. Panzer-Division[2]